# 양시
양시(楊時, 1053년~1135년)는 중국 송나라의 유학자이다. 조상 대대로 푸젠성 장러현 구산(龜山) 아래에서 살아 왔으며, 정호, 정이 형제의 제자이다. 자는 중립(中立), 호는 구산(龜山). 사람들이 구산선생이라 불렀으며, 성리학으로 이름이 높아 당시 “남에는 양중립, 북에는 여순도(呂舜徒)”라 칭했다 한다.

## 생애

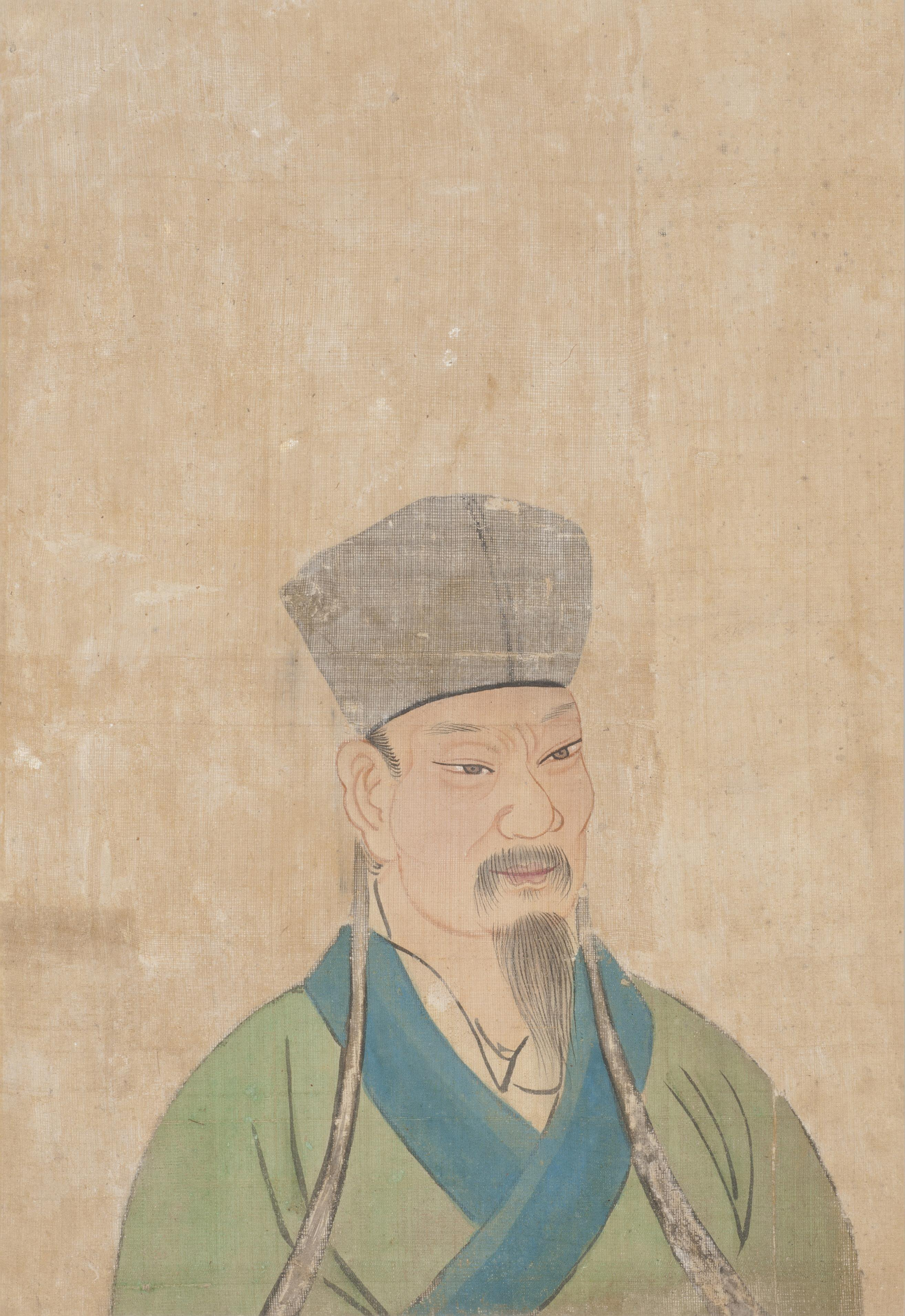
양시

양시는 어려서 신동으로 불렸는데, 불학(佛學)을 먼저 공부하다가 유학으로 바꾸었다. 송 희녕 9년(1076년)에 진사가 되었으며, 정주(汀州)의 사호참군(司戶參軍)을 역임하고, 관직은 용도각(龍圖閣) 직학사(直學士)에 이르렀다.
29세에 허난성 쉬창시에서 살던 정호를 스승으로 모시고 배워, 고향으로 돌아올 때는 학문을 완성했다. 양시를 전송하면서 정호가 주변 사람에게 말하기를 “내 도가 남으로 간다”(吾道南矣)고 했다. 후에 양시가 동학 유작(遊酢, 1053~1123)과 함께 정호의 동생 정이에게 학문을 배우면서 스승에 대한 공경이 매우 뛰어났는데, 《송사》 〈양시전〉(楊時傳)에 다음과 같은 일화가 전한다. 하루는 양시와 유작이 스승 정이를 뵈러 갔는데, 정이가 눈을 감고 깊은 생각에 빠져 앉아 있었다. 두 제자는 스승을 모시고 서서(시립하고) 돌아가지 않았다. 이윽고 정이가 깨어나 보니 문밖엔 눈이 한 자가 넘게 쌓여 있었다.

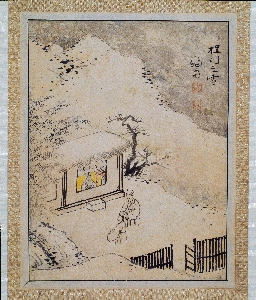
겸재 정선이 그린 정문립설(程門立雪)